# 10579 Diluca
10579 Diluca este un asteroid din centura principală de asteroizi.

## Descriere
10579 Diluca este un asteroid din centura principală de asteroizi. A fost descoperit pe 20 iulie 1995 la Observatorul San Vittore din Bologna. Asteroidul prezintă o orbită caracterizată de o semiaxă mare de 3,06 ua, o excentricitate de 0,06 și o înclinație de 8,9° în raport cu ecliptica.